# Acushla
Acushla（アクーシュラ）は日本のポップスバンドである。2007年結成。

R&B、ブルース、ジャズ、ファンク等、メンバーそれぞれのバックボーンが融合した「懐かしくて新しい」サウンドを身上とする。
ボーカリストの岡嶋かな多は作詞家、フィーチャリングボーカリストとしても活躍中。

## メンバー
- 岡嶋かな多（ボーカル）
- 高橋響（ギター）
- 中村恒司（ベース）
- GOLGO中山（ドラム）

## ディスコグラフィー
1. Just Believe（2007年7月27日）
  1. Just Believe
  2. START
  3. Need You More
2. Acushla（2009年12月6日）
  1. つきとぼっち
  2. ガケップチ
  3. mirror
  4. Back to the Sea
  5. IRONY
3. PLAY　(2011年7月16日)
  1. PLAY
  2. Un Deux Step
  3. サンピタリア
  4. Silhouette
  5. DOGENZAKA
  6. Kiss & Dive
  7. 砂漠の月

### オムニバス
Brilliant Colors（2007年3月）収録 「River」

## ラジオ
『Acushla 直感 Graffiti!!』
すまいるエフエム76.7 MHz（※2012年3月終了）